# Carbomyces gilbertsonii
Carbomyces gilbertsonii är en svampart som beskrevs av N.S. Weber & Trappe 2001. Carbomyces gilbertsonii ingår i släktet Carbomyces och familjen Carbomycetaceae.   Inga underarter finns listade i Catalogue of Life.